# Louise Élisabeth Vigée Le Brun

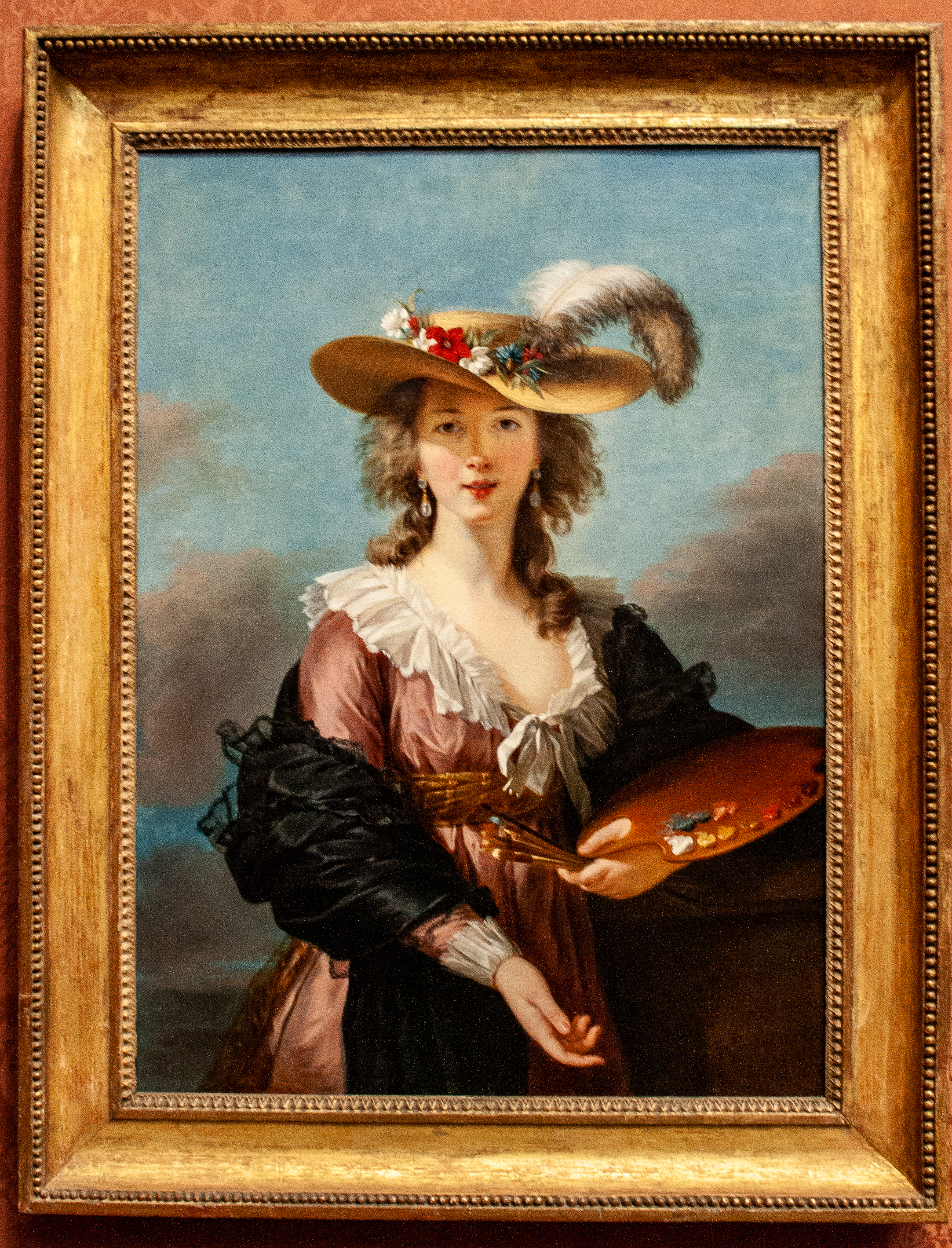
Önarckép szalmakalapban

Marie Louise Élisabeth Vigée Le Brun (Párizs, 1755. április 16. – Párizs, 1842. március 30.) francia festőnő, Louis Vigée francia festő leánya, a 18. század leghíresebb női festőművésze, aki főleg korának női arisztokratáiról készített portréiról híres. Közel állt Marie Antoinette francia királynéhoz is, és egyik legkedveltebb festőművészeként harmincnál is több portrét festett róla az évek folyamán.

## Életpályája
Már egészen kiskorában tehetséget mutatott a rajzolás iránt, első mestere nyolcéves korától apja volt, később olyan tanítói voltak, mint Gabriel François Doyen, Jean-Baptiste Greuze, Joseph Vernet, ezek közül Jean-Baptiste Greuze gyakorolt rá sokáig nagy hatást.
Huszonegy éves korában ment férjhez Jean-Baptiste Le Brun ismert képkereskedőhöz, XIV. Lajos korának és Versailles nagy festőművészének, Charles Le Brunnek leszármazottjához. 1780-ban született egyetlen leánya, Jeanne Julie Louise Le Brun, akit később több portrén, önarcképén is megörökített.

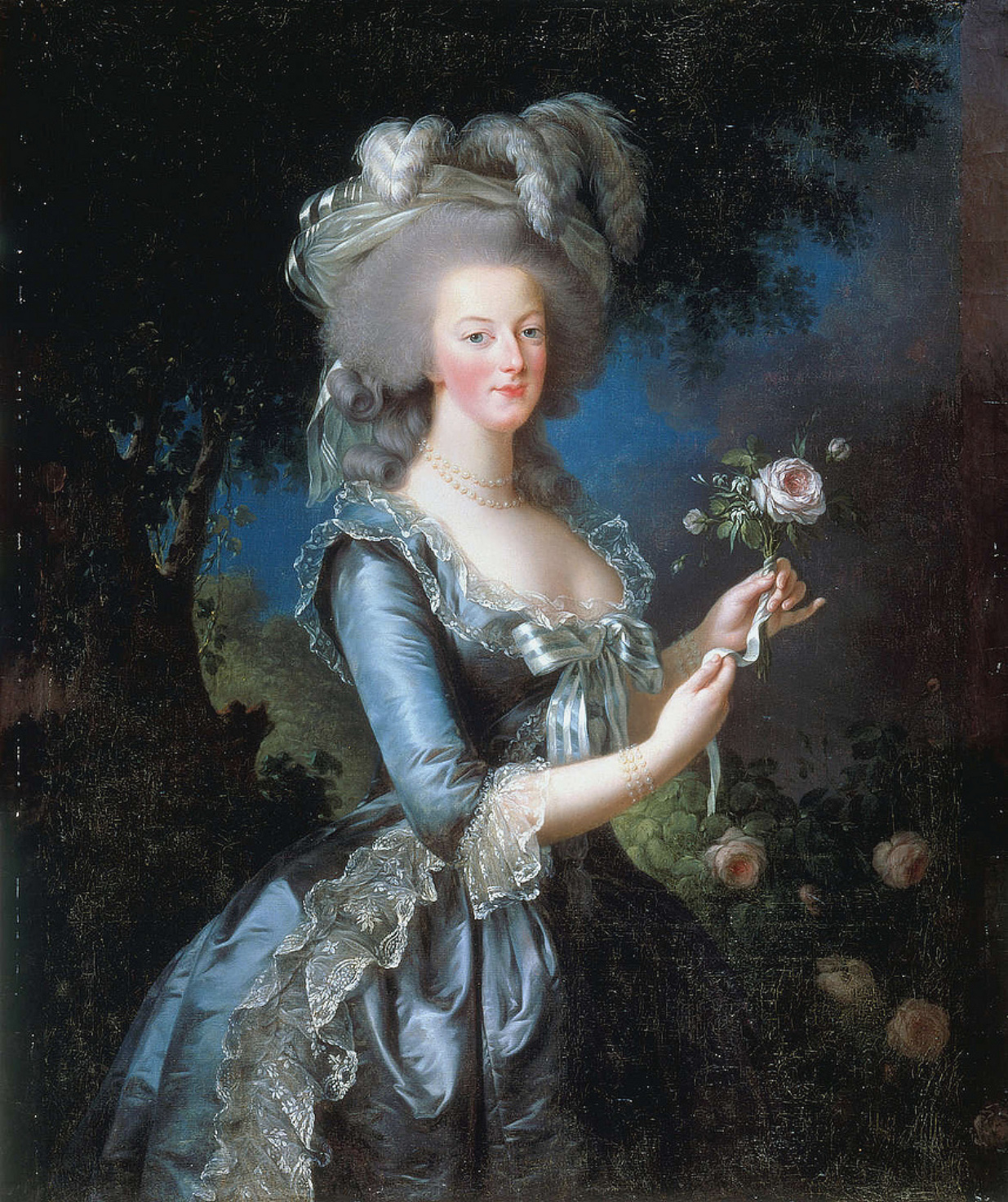
Marie Antoinette rózsával (1783)

Marie Antoinette francia királynéról 1779-ben készítette az első portrét, amely lelkes fogadtatásra talált, ezáltal elismerést hozott a művésznőnek és megalapozta közeli kapcsolatát a királynéval, aki bizalommal volt iránta és szívesen állt neki modellt. A királyné támogatásával népszerű lett az udvarhölgyek körében és 1785-ben felvételt nyert a Királyi Akadémiára, ahová a „Jólétet hozó béke” című képével pályázott. Később Marie Antoinette hivatalos portréfestője lett.
A királyi családhoz való közelségét később rossz néven vették, ezért a forradalom idején, 1789-ben elővigyázatosságból elhagyta Franciaországot és hosszú vándorlásba kezdett Európa különböző udvarai között, Itáliától (Róma, Nápoly, Torino, Velence) Drezdán és Bécsen át Szentpétervárig, mindenhol a helyi arisztokrácia és emigránsok köreiből kapva megrendeléseket, számos portrét festett a kortársakról. Csak 1802-ben tért vissza Franciaországba, majd ismét évekre elutazott, ezúttal Angliába. 1805 után ismét Párizsban élt és alkotott, és itt is halt meg 1842-ben.

## Művei
Stílusa a rokokóból indult és a klasszicizmus irányába fejlődött, és bár előszeretettel ábrázolta modelljeit a kor divatos klasszicista öltözeteiben, stílusa, kissé modoros ábrázolásmódja nem szakadt el teljesen a rokokótól.
Emlékirataiban részletesen beszámolt koráról, utazásairól és modelljeiről és összeállította megfestett képeinek hozzávetőleges jegyzékét is. Több mint 500 festménye, pasztellképe ill. rajza ismert, ezek közül számosat nagy múzeumok gyűjteményében, köztük igen nagy számban amerikai múzeumokban, illetve magángyűjteményekben őriznek. Portréi közül néhány igen közkedvelt volt a 19. század miniatúra-festőinek körében is, akik némileg leegyszerűsítve számtalan változatban megfestették önarcképét vagy más női portréit.
Jelentős összefoglaló munkát írt róla Pierre de Nolhac a 20. század elején: Madame Vigée Le Brun, peintre de Marie Antoinette (Párizs, 1908, 1912, legutóbb 2009-ben angol nyelvű kiadásban is megjelent).